# Santuario de Aves Bubali
El Santuario de Aves Bubali es el nombre que recibe un área protegida para las aves en el noroeste de la isla caribeña de Aruba,una dependencia del Reino de los Países Bajos.
El área con una superficie de aproximadamente 25 hectáreas incluye el único lago artificial en la isla. Las dos partes de estanques interconectadas fueron creadas durante la construcción de una desaladora y la planta de tratamiento de aguas residuales. El lago tiene un pequeño canal de desagüe al mar.
En el norte del Santuario de Aves Bubali adyacente al parque se encuentra el único molino de viento en Aruba. El Santuario de Aves Bubali es zona de descanso y de cría para más de 80 especies de aves migratorias. La torre de observación del santuario de aves ofrece a los visitantes la oportunidad para apreciar las aves.